# Copa Confraternidad (1923)

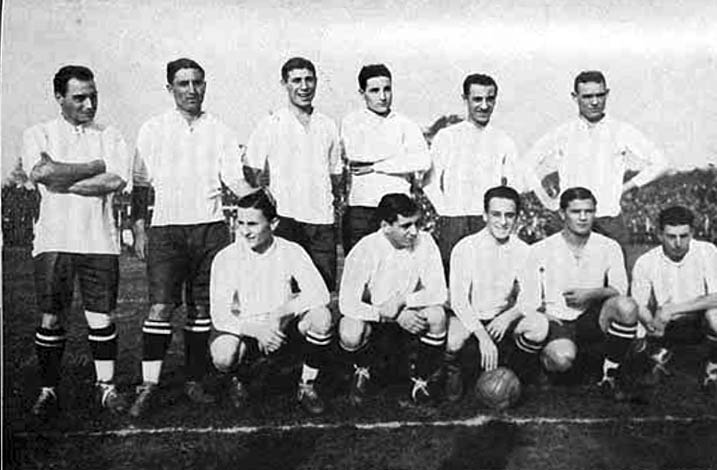
Selección Argentina de 1923

La Copa Confraternidad ( en inglés: Fraternity Cup ), fue un partido de fútbol amistoso realizado entre las selecciones nacionales de Argentina y Brasil, el 2 de diciembre de 1923, una semana antes de la edición de 1923 de la Copa Roca.
Como en esa época los viajes entre Brasil y Argentina se hacían en tren, lo que resultaba en viajes largos y agotadores, era práctica común jugar más de un partido por gira. Algunos amistosos implicaron trofeos en la disputa de los partidos para homenajear al equipo contrario.
Esta fue la decimotercera vez que Argentina y Brasil se enfrentaron.

El domingo 2 de diciembre de 1923 es un día particular en la historia de la Selección Argentina ya que disputó “3" partidos en ese mismo día.